# Nikolaj Solodoechin
Nikolaj Ivanovitsj Solodoechin (Russisch: Николай Иванович Солодухин) (Paserkovo (Oblast Koersk), 3 januari 1955) is een voormalig judoka uit de Sovjet-Unie. Solodoechin werd tijdens zijn carrière tweemaal wereldkampioen en eenmaal Europees kampioen. Tijdens de Olympische Zomerspelen 1980 in Moskou won Solodoechin de gouden medaille.

## Resultaten
- Europese kampioenschappen judo 1978 in Helsinki  in het halflichtgewicht
- Europese kampioenschappen judo 1979 in Brussel  in het halflichtgewicht
- Wereldkampioenschappen judo 1979 in Parijs  in het halflichtgewicht
- Olympische Zomerspelen 1980 in Moskou  in het halflichtgewicht
- Wereldkampioenschappen judo 1983 in Moskou  in het halflichtgewicht

1980: Nikolaj Solodoechin ·
1984: Yoshiyuki Matsuoka ·
1988: Lee Kyung-keun ·
1992: Rogério Sampaio ·
1996: Udo Quellmalz ·
2000: Hüseyin Özkan ·
2004: Masato Uchishiba ·
2008: Masato Uchishiba · 
2012: Lasja Sjavdatoeasjvili · 
2016: Fabio Basile · 
2020: Hifumi Abe · 
2024: Hifumi Abe